# 薇薇安 (臺灣)
薇薇安（1973年5月26日—2016年11月30日），本名陳佳瑛，出生於臺灣台北市。私立世界新聞專科學校廣播電視科畢業。西洋占星術占卜師、藝人、專欄作家，發行數本西洋占星術書籍，並且擔任電視節目星座顧問。

## 生平
其父親陳連春，現任聲寶公司總經理。母親為家庭主婦。陳佳瑛為長女，有一早逝的妹妹。
陳佳瑛從小就對西洋占星術很有興趣，自費學習中、西算命術。畢業於世界新聞傳播學院（今世新大學）廣播電視科，之後進入演藝圈工作。曾擔任華視《笑星撞地球》的編劇、企劃、總企劃，而後到三立都會台《完全娛樂》當外景主持人。因為精通星座，私下常幫藝人排盤論命。
1997年，前星座專家陳靖怡過世後，薇薇安則取代其位置，在《非常男女》中擔任星座愛情顧問，並以「薇薇安」為藝名，成為藝人。
2004年，《命運好好玩》開播，薇薇安與節目簽約，成為固定來賓，並與同性質節目中另一名星座專家唐立淇齊名。
2014年，薇薇安以至英國進修為由，離開《命運好好玩》。此後常赴中國大陆的電視節目演出。
2016年11月30日，因乳腺癌病逝於台北市和信醫院，享年43歲。
2016年12月16日，於台北市第一殯儀館大覺廳舉行家祭告別式，演藝圈僅謝沅瑾到場。

## 出版作品

### 專欄
| 名稱                 | 備註         |
| -------------------- | ------------ |
| 尖端出版《談星》雜誌 | 星座專欄作家 |
| 《完全星座志》雜誌   | 星座專欄作家 |
| KKBOX                | 星座專欄     |
| 新浪網               | 星座運勢     |
| 新加坡《優一周》     | 星座專欄作家 |
| 大成報《星座爆米花》 | 專欄作家     |
| 中時晚報             | 星座專欄作家 |

### 著作
| 年份   | 書名                                            | 出版日期   | 出版社 | ISBN               |
| ------ | ----------------------------------------------- | ---------- | ------ | ------------------ |
| 1999年 | 《薇薇安談星座愛情》                            | 1999年7月  | 快活堂 | ISBN 9789578205345 |
| 1999年 | 《薇薇安愛情急診室》                            | 1999年10月 | 未知館 | ISBN 9789578205710 |
| 2000年 | 《戀一個日劇情人》                              | 2000年6月  | 平裝本 | ISBN 9789578032897 |
| 2001年 | 《愛情合眾國 1》林慶昭，薇薇安，襄兒合著        | 2001年8月  | 大慶   | ISBN 9789572094365 |
| 2001年 | 《水象星座藍皮書》                              | 2001年12月 | 高富   | ISBN 9789574676552 |
| 2001年 | 《火象星座紅皮書》                              | 2001年12月 | 高富   | ISBN 9789574676613 |
| 2001年 | 《土象星座黃皮書》                              | 2001年12月 | 高富   | ISBN 9789574676606 |
| 2002年 | 《風象星座白皮書》                              | 2002年1月  | 高富   | ISBN 9789574676545 |
| 2003年 | 《薇薇安大結婚運：擒拿妳的阿娜答》              | 2003年1月  | 高寶   | ISBN 9789867806475 |
| 2003年 | 《薇薇安星座夢境大預言－金牛座》                | 2003年12月 | 高寶   | ISBN 9789867531049 |
| 2003年 | 《薇薇安星座夢境大預言－巨蟹座》                | 2003年12月 | 高寶   | ISBN 9789867531063 |
| 2003年 | 《薇薇安星座夢境大預言－雙魚座》                | 2003年12月 | 高寶   | ISBN 9789867531018 |
| 2003年 | 《薇薇安星座夢境大預言－水瓶座》                | 2003年12月 | 高寶   | ISBN 9789867531070 |
| 2003年 | 《薇薇安星座夢境大預言－魔羯座》                | 2003年12月 | 高寶   | ISBN 9789867531087 |
| 2003年 | 《薇薇安星座夢境大預言－天蠍座》                | 2003年12月 | 高寶   | ISBN 9789867531100 |
| 2003年 | 《薇薇安星座夢境大預言－處女座》                | 2003年12月 | 高寶   | ISBN 9789867531117 |
| 2003年 | 《薇薇安星座夢境大預言－射手座》                | 2003年12月 | 高寶   | ISBN 9789867531094 |
| 2003年 | 《薇薇安星座夢境大預言－雙子座》                | 2003年12月 | 高寶   | ISBN 9789867531124 |
| 2003年 | 《薇薇安星座夢境大預言－天秤座》                | 2003年12月 | 高寶   | ISBN 9789867531032 |
| 2003年 | 《薇薇安星座夢境大預言－獅子座》                | 2003年12月 | 高寶   | ISBN 9789867531056 |
| 2003年 | 《薇薇安星座夢境大預言－牡羊座》                | 2003年12月 | 高寶   | ISBN 9789867531025 |
| 2004年 | 《薇薇安2005星座魔法開運手冊》                  | 2004年11月 | 尖端   | ISBN 9789571029597 |
| 2005年 | 《薇薇安的愛情魔法必勝班》                      | 2005年5月  | 尖端   | ISBN 9789571029832 |
| 2005年 | 《薇薇安2006占星大未來》                        | 2005年12月 | 尖端   | ISBN 9789571031330 |
| 2006年 | 《薇薇安2007占星大開運》                        | 2006年10月 | 尖端   | ISBN 9789571033983 |
| 2007年 | 《超神準心理測驗100題》                         | 2007年3月  | 尖端   | ISBN 9789571033426 |
| 2007年 | 《完全戀愛必勝秘笈》                            | 2007年10月 | 商訊   | ISBN 9789866998386 |
| 2007年 | 《薇薇安2008年星座運勢》                        | 2007年11月 | 商訊   | ISBN 9789866998430 |
| 2008年 | 《別再叫我肥肥安》                              | 2008年8月  | 三采   | ISBN 9789866716898 |
| 2008年 | 《薇薇安2009年星座運勢》                        | 2008年11月 | 商訊   | ISBN 9789866998836 |
| 2009年 | 《2010薇薇安幸福開運星座書：讓你幸福度過365天》 | 2009年12月 | 時周   | ISBN 9789867586964 |
| 2010年 | 《你是真胖子？還是假瘦子？》                    | 2010年9月  | 尖端   | ISBN 9789571043500 |
| 2010年 | 《薇薇安2011占星全面預測》                      | 2010年11月 | 尖端   | ISBN 9789571044200 |
| 2010年 | 《2011年星座書-雙魚座》                         | 2010年11月 | 眾閱堂 | ISBN 9789866258602 |
| 2010年 | 《2011年星座書-巨蟹座》                         | 2010年11月 | 眾閱堂 | ISBN 9789866258640 |
| 2010年 | 《2011年星座書-獅子座》                         | 2010年11月 | 眾閱堂 | ISBN 9789866258671 |
| 2010年 | 《2011年星座書-水瓶座》                         | 2010年11月 | 眾閱堂 | ISBN 9789866258626 |
| 2010年 | 《2011年星座書-雙子座》                         | 2010年11月 | 眾閱堂 | ISBN 9789866258664 |
| 2010年 | 《2011年星座書-金牛座》                         | 2010年11月 | 眾閱堂 | ISBN 9789866258701 |
| 2010年 | 《2011年星座書-天蠍座》                         | 2010年11月 | 眾閱堂 | ISBN 9789866258695 |
| 2010年 | 《2011年星座書-處女座》                         | 2010年11月 | 眾閱堂 | ISBN 9789866258718 |
| 2010年 | 《2011年星座書-人馬座》                         | 2010年11月 | 眾閱堂 | ISBN 9789866258619 |
| 2010年 | 《2011年星座書-天秤座》                         | 2010年11月 | 眾閱堂 | ISBN 9789866258688 |
| 2010年 | 《2011年星座書-山羊座》                         | 2010年11月 | 眾閱堂 | ISBN 9789866258657 |
| 2010年 | 《2011年星座書-白羊座》                         | 2010年11月 | 眾閱堂 | ISBN 9789866258633 |
| 2011年 | 《薇薇安2012占星全面預測》                      | 2011年10月 | 尖端   | ISBN 9789571046709 |
| 2012年 | 《薇薇安2013占星全面預測》                      | 2012年12月 | 尖端   | ISBN 9789571050614 |
| 2013年 | 《薇薇安2014占星全面預測》                      | 2013年11月 | 尖端   | ISBN 9789571054162 |
| 2014年 | 《薇薇安2015占星全面預測》                      | 2014年12月 | 尖端   | ISBN 9789571058153 |
| 2015年 | 《薇薇安12星座暗黑性格白皮書》                  | 2015年8月  | 尖端   | ISBN 9789571060934 |
| 2015年 | 《薇薇安2016占星全面預測》                      | 2015年12月 | 尖端   | ISBN 9789571062761 |

## 主持作品

### 廣播
| 頻道     | 節目名       | 備註                                     |
| -------- | ------------ | ---------------------------------------- |
| 亞洲電台 | 《星星物語》 | 電台節目主持人                           |
| 飛碟電台 | 《一點關係》 | 電台節目每週一《薇薇安星關係》固定主持人 |

### 電視
| 頻道       | 節目名               | 備註             |
| ---------- | -------------------- | ---------------- |
| 中視       | 《非常男女》         | 固定星座愛情顧問 |
| 三立都會台 | 《電視大銀行》       | 固定星座專家     |
| 三立都會台 | 《完全娛樂》         | 固定星座專家     |
| 中天電視   | 《紅色風爆》         | 固定心理測驗顧問 |
| 衛視中文台 | 《一袋女皇》         | 固定星座顧問     |
| ET Jacky   | 《魔法占卜學園》     | 固定星座專家     |
| JET综合台  | 《命運好好玩》       | 固定星座顧問     |
| 點心衛視   | 《心中有數》         | 固定星座顧問     |
| 黑龍江衛視 | 《快樂大聯盟》       | 固定星座顧問     |
| 深圳衛視   | 《大娛樂家》         | 固定星座顧問     |
| TVBS       | 《女人我最大》       | 固定節目來賓     |
| 中視       | 《綜藝大哥大》       | 節目來賓         |
| 中視       | 《我猜我猜我猜猜猜》 | 節目來賓         |
| 中天電視   | 《康熙來了》         | 節目來賓         |
| 中天電視   | 《大學生了沒》       | 節目來賓         |
| 中天電視   | 《小氣大財神》       | 節目來賓         |
| 三立都會台 | 《國光幫幫忙》       | 節目來賓         |
| 東南衛視   | 《開心一百》         | 節目來賓         |
| 湖南衛視   | 《我是大美人》       | 節目來賓         |

主持
| 頻道       | 節目名         | 備註                                     |
| ---------- | -------------- | ---------------------------------------- |
| 中視       | 《非常男女》   | 固定星座愛情顧問，代替高怡平主持部分集數 |
| 超視       | 《愛情叩in讚》 | 節目主持人                               |
| 年代MUCH台 | 《好色男女》   | 節目主持人                               |

### 網路
| 頻道      | 節目名         | 備註       |
| --------- | -------------- | ---------- |
| 酷6芭樂台 | 《開運星八客》 | 節目主持人 |

## 演出作品

### 電影
| 年份 | 片名                 | 角色     |
| ---- | -------------------- | -------- |
|      | 《星座離奇殺人事件》 | 星座顧問 |

### 網絡劇
| 年份   | 劇名                 | 角色     |
| ------ | -------------------- | -------- |
| 2011年 | 微網劇《星座方程式》 | 星座顧問 |

## 代言
- 董氏基金會戒煙平面代言
- 大潤發活動巡迴代言
- MADZA活動巡迴代言
- SKII活動巡迴代言
- 佳麗寶活動巡迴代言
- 安婕語活動巡迴代言
- 雅寇活動巡迴代言
- 開運鴻內褲
- 紫金城「金飾」
- 時尚晶鑽「飾品」
- 晶彩賺翻天「開運飾品」
- 纖體營「美容瘦身中心」
- 船井「Buener」系列
- 醫朵「櫻花潤白皙」系列
- 醫朵「減齡精粹」系列

## 廣告
- 廣告大師范可欽導演
- 船井Super Burner電視廣告CF